# Telkhinek
A telkhinek az Égei-tengeren élő mitológiai görög őslakos nép neve volt. A görög mitológiában a Rodosz szigetéhez kötődő alacsonyabb rendű istenségek.
Pontusz (a tenger) és Gaia (a föld) fiai, más változat szerint Pontusz és Thalassza gyermekei, név szerint Aktaiosz, Argüron, Atabüriusz, Khalkon, Khrüszon, Damnameneusz, Demon (tőle származik a démon neve), Hormeniusz, Lükosz, Megalesziusz, Mülasz, Nikon, Simon és Szkelmisz. Embertestű és kutyafejű hártyás lábú vízi szörnyek voltak. Ők kovácsolták a titánok fegyvereit. 